# Just Room Enough Island

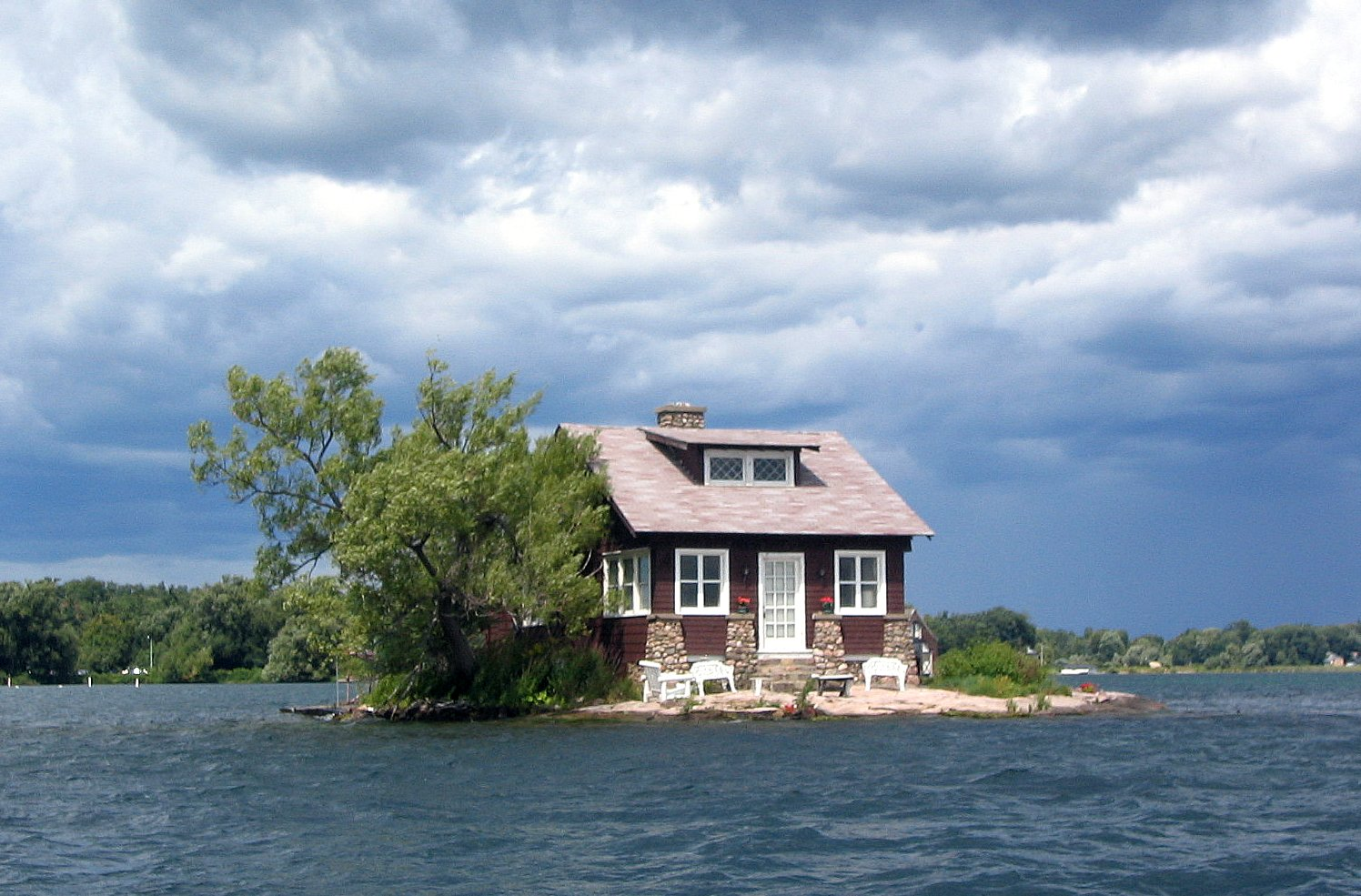
A ilha.

Just Room Enough Island, também conhecida como Hub Island, é uma ilha localizada na cadeia das Mil Ilhas, pertencente a Nova York, Estados Unidos. A ilha é conhecida por ser a menor ilha habitada do mundo, que parece ter cerca de 310 m2, ou cerca de um décimo terceiro de um hectare. Comprada pela família Sizeland na década de 1950, a ilha possui uma casa, uma árvore, arbustos e uma pequena praia.

## História
A ilha foi comprada na década de 1950 pela família Sizeland, que queria uma escapadela de férias e construiu uma casa lá. Por causa do pequeno tamanho da ilha, em 2010, o The Washington Post declarou: "Um passo em falso e você está nadando".

## Geografia
O Just Room Enough fica no rio São Lourenço, entre Heart Island e Imperial Isle, perto da fronteira dos EUA com o Canadá. A ilha pertence a Alexandria Bay, uma parte da vila da cidade de Alexandria, Condado de Jefferson, Nova York.